# Sobór Podwyższenia Krzyża Pańskiego w Pietrozawodsku
Sobór Podwyższenia Krzyża Pańskiego – prawosławny sobór w Pietrozawodsku, wzniesiony w XIX w. W latach 1990–2000 katedra eparchii pietrozawodzkiej i karelskiej.

## Historia
Prace nad budową soboru rozpoczęto w 1848. Obiekt usytuowano na terenie istniejącego od kilku stuleci cmentarza Trójcy Świętej, na miejscu starszej świątyni. Dwa lata później budynek został zwieńczony krzyżem, zaś w 1852 – oddany do użytku liturgicznego. Fundatorami cerkwi byli kupiec pierwszej gildii Mark Pimienow, który wydał na jej wzniesienie 16 tys. rubli srebrem. Fundusze na ten cel przekazał także kupiec Jewdokim Pimienow. 29 grudnia 1852 arcybiskup ołoniecki i pietrozawodzki Arkadiusz wyświęcił gotowy obiekt.
W 1857 inny kupiec, Piotr Awramow, sfinansował wzniesienie w soborze drugiego ołtarza pod wezwaniem Wniebowstąpienia Pańskiego. W 1868 na koszt własny dostawił do soboru także zakrystię i pomieszczenie na potrzeby archiwum. Patronem trzeciego ołtarza w soborze jest św. Antoni Rzymianin. Od 1896 przy cerkwi działała szkoła parafialna dla dzieci z dzielnicy Zarzecze, w której znajduje się świątynia. Uczyło się w niej 99 osób.
W czasie konfiskaty majątku Rosyjskiego Kościoła Prawosławnego w 1922 obiekt nie poniósł strat. Cztery lata później cały majątek świątyni został skatalogowany. Cerkiew pozostawała czynna, przeniesiono do niej część wyposażenia wysadzonego w powietrze soboru Świętego Ducha w Pietrozawodsku. Władze radzieckie zamknęły świątynię przed II wojną światową. Obiekt został zwrócony wiernym w październiku 1944 razem z dwiema innymi cerkwiami w Pietrozawodzku.
Po wydzieleniu samodzielnej eparchii pietrozawodzkiej i karelskiej w 1990 cerkiew Podwyższenia Krzyża Pańskiego otrzymała status soboru katedralnego. Zachował go do 2000, gdy eparchia odzyskała sobór św. Aleksandra Newskiego w Pietrozawodsku.
W soborze pochowany został arcybiskup ołoniecki Benedykt oraz Konstantin Arsienjew, radca tajny, pedagog i jeden z wychowawców przyszłego cara Aleksandra II.